# František Hrdlička (spisovatel)
František Hrdlička (* 7. ledna 1937 Litoměřice) je spisovatel, publicista, překladatel, divadelník a vysokoškolský pedagog. Od roku 1974 tvoří stálý autorský tandem se Zdenou Bratršovskou.

## Život
František Hrdlička se narodil 7. ledna 1937 v Litoměřicích. Mládí prožil v Pardubicích a v Českých Budějovicích. Po maturitě studoval Lékařskou fakultu UK, kterou nedokončil; během studia se podílel na kulturních akcích vysokoškolského spolku Tripól, který organizoval v roce 1956 protirežimně vyhrocený Majáles. Pak pracoval jako vychovatel v Dětských domovech a jako redaktor v Úřadě pro patenty a vynálezy v Praze. V letech 1963–1968 studoval režii a dramaturgii na DAMU, kterou absolvoval diplomní prací o W. Shakespearovi a překladech jeho díla. V letech 1968-70 působil jako asistent režie a dramaturg v několika pražských divadlech (především v Divadle Na zábradlí, kde se mj. podílel na premiérách her V. Havla a M. Kundery) a v Československém rozhlase.
V roce 1969 založil experimentální scénu Bílé divadlo, které vedl spolu s režisérem Milošem Horanským. Soubor hledal prostřednictvím improvizace podprahové zdroje tvořivosti a zároveň fungoval jako antropologická laboratoř. V roce 1972 musel soubor svou činnost z politických důvodů přerušit.
Od roku 1974 autorsky spolupracuje se Zdenou Bratršovskou. Jejich prozaický debut Sebranci z roku 1975 koloval zprvu jako samizdat a po roce 1990 vyšel ve třech oficiálních vydáních. Během normalizace se oba autoři věnovali společné literární tvorbě, psané většinou do šuplíku. Do veřejného života se zapojili až po roce 1990, aktivně se věnovali publicistické tvorbě (psali fejetony, eseje a recenze, nejčastěji pro LN, Literární noviny, Tvar, Občanský deník, Český deník), publicistickými relacemi v Českém rozhlase (Živá slova, Pro tento čas, Excerpta) a natočili několik televizních dokumentů. V letech 1996–2016 působil jako vysokoškolský pedagog, kde vedl semináře tvůrčího psaní. Přednášel na Vyšší odborné škole publicistiky, na někdejší Literární akademii Josefa Škvoreckého nebo na Anglickém soukromém gymnáziu.

## Dílo

### Próza
- Sebranci, 1976, román, samizdat; Favia International 1991 a 1993; Protis 2007.
- Budík pro Šípkové Růženky, 1986, novelistický triptych, Československý spisovatel 1986.
- Hotel Rezeda, 1987, román, Melantrich 1986; Akropolis 1986 (přepracované vydání pod názvem Báječný hotel Rezeda).
- Cesta k močálu a jiné prózy, 1994, experimentální texty, Pragma 1994.
- Samé milé pitvorky, 1994, povídky, Český spisovatel 1994; Paper Jam Milan Hodek 2017.
- O dvou písařích, 1995, dvě novely, Akropolis 1995.
- Scény z mužského života, 1996, novelistický triptych, Hynek 1996.
- Rezavá léta, 2000, román, Academia 2000.
- Renáta nad hlavou a jiné povídky, 2007, povídky, Akropolis 2007.
- Hlasy k podkování, 2010, výbor z rozhlasových her, Protis 2010.
- O kočkách a lidech, 2014, autobiografické vyprávění, Paper Jam Milan Hodek 2014.
- Kufr s milenkami a jiné příběhy, 2015, povídky a novely, Paper Jam Milan Hodek 2015.

### Publicistické tituly
- Jak chutná nezávislost, 1998, 33 výpovědí o totalitě, Votobia 1998
- Politikův umělec a umělcův politiky, 2002, eseje a fejetony, Votobia 2002
- Soumrak utopií, 2002, eseje, Votobia 2011

### Odborné tituly
- Zpráva o Bílém divadle, 1998, H+H 1998
- Průvodce po literárním řemesle, 2004, Votobia 2004, Akropolis 2008

### Televizní dokumenty
- Příběh skautského totemu, (cyklus Lapidárium 1995)
- Příběh kukátka Mistra Suka, (cyklus Lapidárium 1996)
- Příběh kamery Šlechtovky, (cyklus Lapidárium 1997)

### Překlady
- dramata
  - A.N. Ostrovskij Nemá kocour pořád posvícení, I chytrák se spálí
  - M. Gorkij Stařík, Dostigajev a ti druzí
  - Ö. von Horvath Don Juan se vrací z války
- verše knižně
  - W. Schiffer Chladně svítí slunce (Ježek 2002);
  - I. Weberová Nedokončené verše (soukromé vydání, Terezínské muzeum 2008)